# لورا دی نو
لورا دی نو (انگلیسی: Laura De Neve؛ زادهٔ ۹ اکتبر ۱۹۹۴) بازیکن فوتبال اهل بلژیک است.
وی همچنین در تیم‌های ملی فوتبال زنان بلژیک بازی کرده‌است.